# Stazione di Kogota

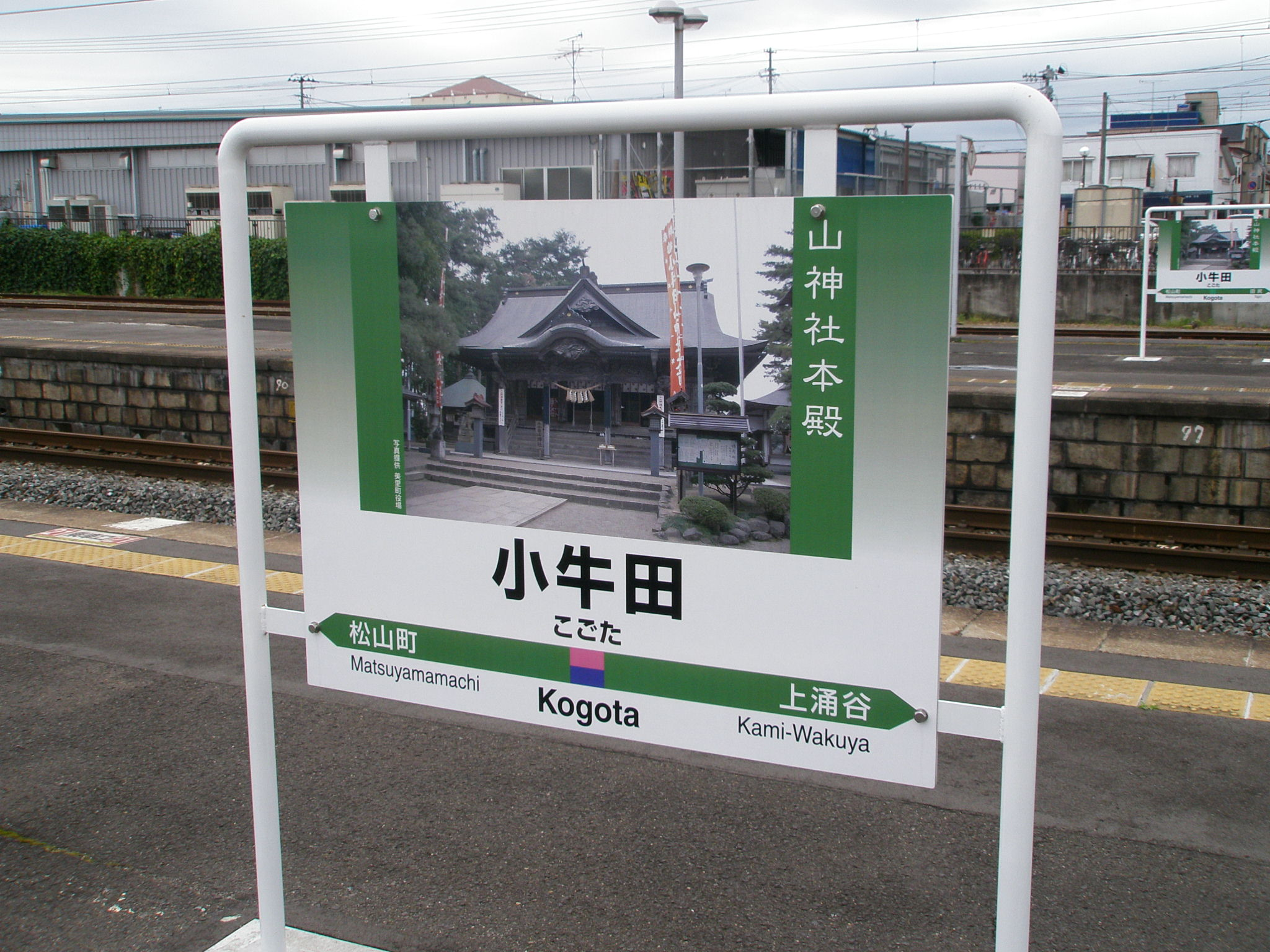
Vista del pannello di stazione

La stazione di Kogota (小牛田駅?, Kogota-eki) è una stazione ferroviaria di interscambio e diramazione situata nella cittadina di Misato, nella prefettura di Miyagi, ed è servita dalla linea principale Tōhoku, per cui è passante, ed è origine delle linee Rikuu est e Ishinomaki della JR East.

## Linee e servizi
East Japan Railway Company
■ Linea principale Tōhoku
■ Linea Rikuu est
■ Linea Ishinomaki
■ Linea Kesennuma (servizio ferroviario)

## Struttura
La stazione consta di due marciapiedi a isola con quattro binari totali, collegati da sovrappassaggi. È presente il supporto per la bigliettazione elettronica Suica tramite tornelli automatici, una biglietteria (aperta dalle 6:20 alle 21:00), un'agenzia di viaggi e un chiosco ristoro.
| 1   | ■ Linea Rikuu est         | per Furukawa, Naruko-Onsen e Shinjō |
| 1   | ■ Linea principale Tōhoku | per Matsushima, Sendai e Shiroishi  |
| 2-3 | ■ Linea principale Tōhoku | per Matsushima, Sendai e Shiroishi  |
| 2-3 | ■ Linea principale Tōhoku | per Semine, Ishikoshi e Ichinoseki  |
| 4   | ■ Linea Ishinomaki        | per Maeyachi, Ishinomaki e Urashuku |
| 4   | ■ Linea Kesennuma         | per Yanaizu                         |
| 4   | ■ Linea principale Tōhoku | per Sendai                          |
| 4   | ■ Linea Rikuu est         | per Furukawa                        |

## Stazioni adiacenti
| «                           | Servizio                | »                       |
| Linea principale Tōhoku     | Linea principale Tōhoku | Linea principale Tōhoku |
| --------------------------- | ----------------------- | ----------------------- |
| Matsuyama-Machi             | Locale                  | Tajiri                  |
| Sendai                      | Rapido Sanriku          | Wakuya                  |
| Linea Rikuu est             |                         |                         |
| Capolinea                   | Locale                  | Kitaura                 |
| Linea Ishinomaki            |                         |                         |
| Linea Kesennuma             |                         |                         |
| Capolinea                   | Locale                  | Kami-Wakuya             |
| Il Rapido Diretto non ferma |                         |                         |